# Denzil Best

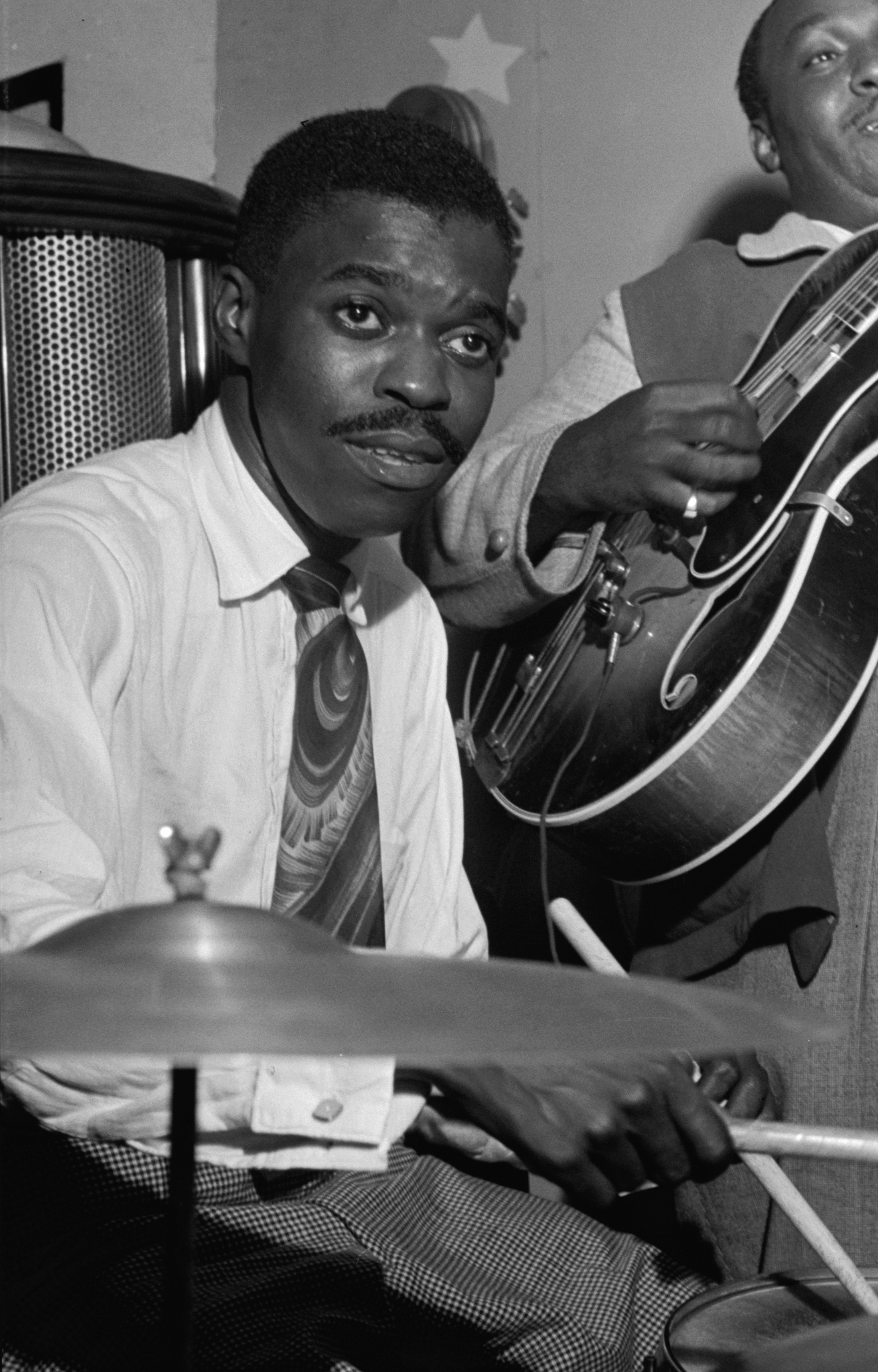
Best in New York, ca. 1947

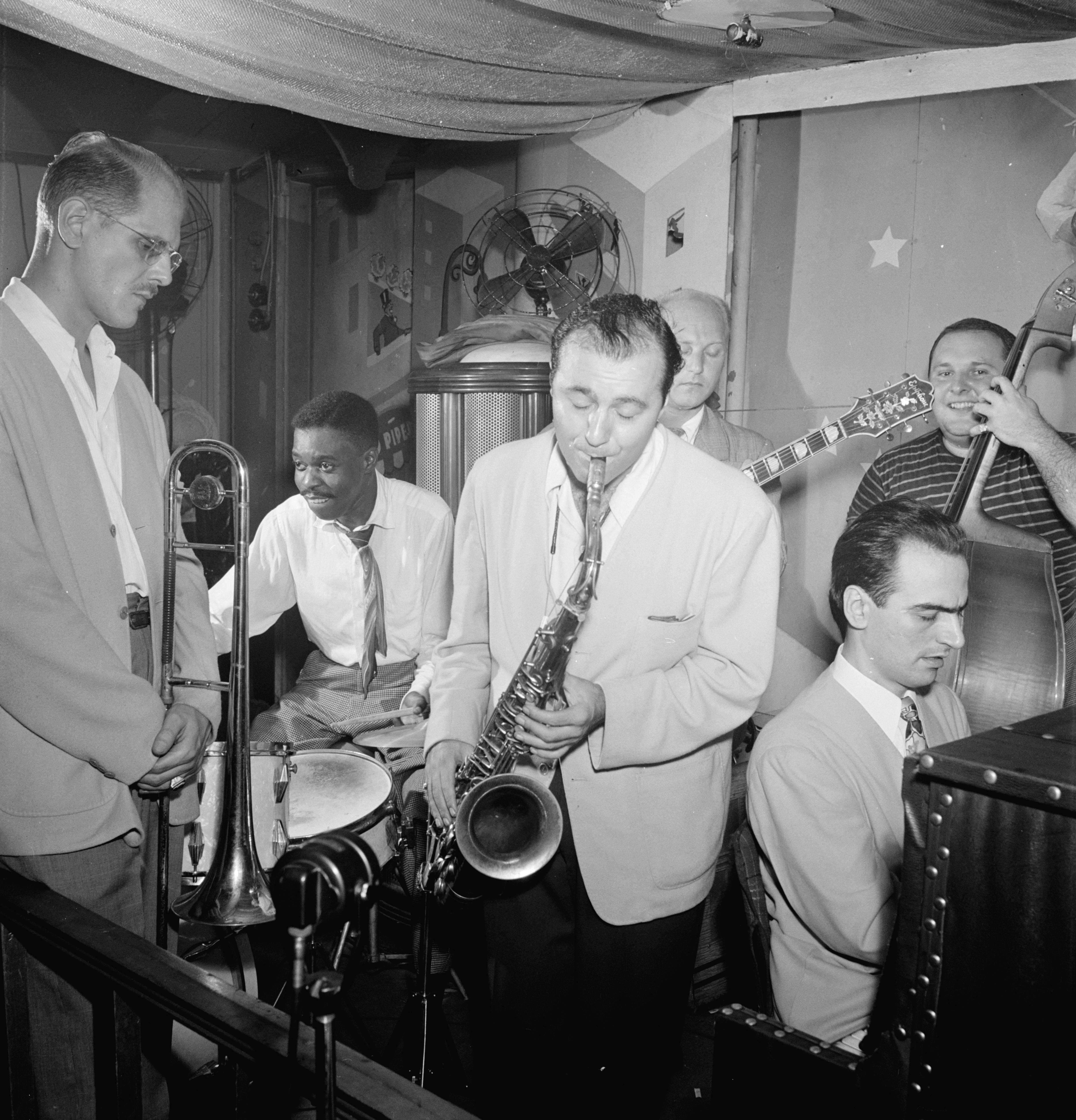
Bill Harris, Denzil Best, Flip Phillips, Billy Bauer, Lennie Tristano, Chubby Jackson, ca. September 1947

Denzil DaCosta Best (* 27. April 1917 in New York City; † 24. Mai 1965 ebenda) war ein US-amerikanischer Jazzschlagzeuger und -komponist. 

## Leben und Wirken
Best, der an Piano, Trompete und Bass ausgebildet war, konzentrierte sich aufgrund eines Lungenschadens ab 1943 auf das Drum Set. Zwischen 1943 und 1944 arbeitete er bei Ben Webster, anschließend bei Coleman Hawkins (1944/45), Illinois Jacquet (1946) und Chubby Jackson. Er spielte dort auch mit Musikern des Modern Jazz. Er war an einer Aufnahme mit George Shearing 1948 beteiligt und wurde 1949 Gründungsmitglied von dessen Quartett (in dem er bis 1952 blieb). 1949 wirkte er aber auch an wichtigen, zum Teil frei improvisierten Aufnahmen von Lennie Tristano mit (Crosscurrents) und nahm auch später mit Lee Konitz auf. Nach einem Autounfall spielte er 1954 bei Artie Shaw, um dann bis 1957 im Trio von Erroll Garner mitzuwirken, zu hören auf Concert by the Sea (1955). Anschließend spielte er mit Phineas Newborn, Nina Simone, Billie Holiday und Tyree Glenn. 1962 war er noch an der ersten Platte von Sheila Jordan beteiligt. Aufgrund von Lähmungen (vermutlich durch Ablagerungen in den Gelenken) war er nicht mehr arbeitsfähig. Er starb infolge eines Treppensturzes in einer U-Bahn-Station. 
Anders als die meisten Schlagzeuger des Bebop, die das musikalische Geschehen mit Akzenten gegen das Grundmetrum aufluden und so zusätzliche rhythmische Intensität schufen, führte Best die bereits von „Papa“ Jo Jones angebahnte legato-Entwicklung konsequent weiter. Er spielte mit dem Metrum, verwendete fast nur Jazzbesen und setzte selten laute Akzente. Mit dieser Spielweise war er nicht nur Vorbild für die Drummer des Cool Jazz; sie wurde um 1950 auch in unzähligen Barmusik-Combos kopiert.
Best komponierte einige relevante Stücke des Bebop, die teilweise aber auch im frühen Cool Jazz gespielt wurden, etwa „Move“, „Wee“ oder „Dee Dee’s Dance“ sowie – gemeinsam mit seinem Freund Thelonious Monk – „Bemsha Swing“. Seine Komposition „45 Degree Angle“ wurde auch von Mary Lou Williams und von Herbie Nichols („Love, Gloom, Cash, Love“, 1957) aufgenommen.

## Lexigraphische Einträge
- Ian Carr, Digby Fairweather, Brian Priestley: Rough Guide Jazz. Der ultimative Führer zur Jazzmusik. 1700 Künstler und Bands von den Anfängen bis heute. Metzler, Stuttgart/Weimar 1999, ISBN 3-476-01584-X.
- Wolf Kampmann (Hrsg.), unter Mitarbeit von Ekkehard Jost: Reclams Jazzlexikon. Reclam, Stuttgart 2003, ISBN 3-15-010528-5.